# Akwa Group
Akwa Group S.A. (ehemals Groupe Afriquia) ist ein marokkanisches Konglomerat und ein Mischkonzern mit Hauptsitz in Casablanca. Die Firma ist hauptsächlich im Bereich Öl und Gas tätig. Weitere Geschäftsfelder sind Telekommunikation, Tourismus, Hotels und Immobilien. Es werden ebenfalls Tankstellen unter dem Markennamen Afriquia betrieben.

## Geschichte
Im Jahre 1932 eröffnete der Gründer von Afriquia, Ahmed Ouldhadj Akhannouch seine erste Tankstelle. Sein Geschäft wuchs dank seines ausgeprägten Unternehmersinnes sehr schnell.
Die Firma wurde 1959 als Afriquia SMDC (Société Marocaine de Distribution de Carburants) gegründet und ist heute eine Tochtergesellschaft der Akwa Group S.A. Die andere große Tochtergesellschaft, Maghreb Oxygène, wurde 1974 gegründet. Die Unternehmensstruktur wurde in den 1990er Jahren durch die Gründung der Holdinggesellschaft Groupe Afriquia neu geordnet. Ihre Tochtergesellschaften Afriquia Gaz und Maghreb Oxygène wurden 1999 an die Börse gebracht. Im März 2002 änderte die Groupe Afriquia ihren Namen in Akwa Group. CEO des Konglomerats ist der Miteigentümer Aziz Akhennouch.
- 1959: Afriquia SMDC wird gegründet.[3]
- 1972: Unterzeichnung eines Partnerschaftsvertrags mit dem französischen Kohlenwasserstoffunternehmen Elf Aquitaine, das seine Technologie zur Herstellung von Schmierstoffen an die Gruppe überträgt.
- 1977: Gründung von Oxygen Morocco.
- Zwischen 1980 und 1993: Konzernstrukturierung und Gründung der AKWA Holding.
- 1999: Gruppenzugang zur Kommunikation.
- 1999: Kauf der Pressegruppe Caractères, Herausgeber der Zeitschriften La Vie Eco, Maisons du Maroc und Femmes du Maroc in französischer und arabischer Sprache.
- 1999: Start der Serie von Tankstellen «Africa Villages» und Speedy Zentren in Marokko.
- 2002: Umbenennung der Africa Group in Aqua Group.
- 2005: Africa SMDC erwirbt Sumibi Hydrocarbons, einen seiner Hauptkonkurrenten im Kraftstoffvertriebssektor.
- 2005: Africa Gas erwirbt die Tochtergesellschaft Tayseer Prima Gas des niederländischen Corsenate-Unternehmens CGP.
- 2006: Ein Vertrag zwischen Africa SMDC und Chevron Texaco wird unterzeichnet, um ihre Aktivitäten im Bereich Schmierstoffe in Marokko zu bündeln.
- 2007: Beginn der Tätigkeit der Gruppe im Immobilienbereich (Wohnungs-, Gewerbe- und Tourismusimmobilien).
- 2008: Das Konsortium der AKWA-Gruppe und des dänischen Unternehmens Maersk sowie des niederländischen Unternehmens APM Terminals gewinnt eine Ausschreibung zur Nutzung des dritten Liegeplatzes von Tanger Med für einen Zeitraum von 30 Jahren.
- 2018: Africa Stations gehörte zu den Marken und Unternehmen, die in eine breite Boykottkampagne einbezogen und beschuldigt wurden, eine Monopolstruktur für ihre Produkte zu schaffen.[4]

## Geschäftsfelder
Der Konzern ist in folgenden Bereichen aktiv (Marktanteile entsprechen den Zahlen von 2018):
- Import und Vertrieb von Kraft- und Schmierstoffen: Die Gruppe repräsentiert 39 % des Kraftstoffmarktanteils und 20 % des Schmierstoffmarktanteils.
- Einfuhr und Vertrieb von Butangas (45 % Marktanteil) und Flüssiggas (62 %)
- Verflüssigte Substanzen: medizinischer Sauerstoff und Verflüssigung von Gasen für industrielle oder medizinische Zwecke
- Wohn-, Gewerbe- und Touristenimmobilien
- Medien
- Logistik: Der Konzern kontrolliert 60 % der marokkanischen Brennstofflagerstrukturen.

Die bekannteste Tätigkeit der Firma liegt in den Bereichen Produktion und Vertrieb von Kohlenwasserstoffen (Kraftstoff und Gas). Tankstellen der Akwa Group S.A. finden sich mehr als 500 Standorten und bilden damit das größte Kraftstoffvertriebsnetz in Marokko.
Seit 1999 hat sich die Gruppe unter der Führung von Aziz Akhannouch und den Brüdern Wakrim erheblich weiterentwickelt, indem sie ihre wirtschaftlichen Aktivitäten in neue Bereiche diversifiziert hat, darunter Printmedien, Telekommunikationsdienste, Tourismus, Hotels und Immobilien.
Die AKWA Holding Group besteht aus etwa siebzig Unternehmen, die zwanzig Marken besitzen. Das Unternehmen gliedert sich in fünf Hauptpole: Kraft- und Schmierstoffe, Gas, Flüssiggase, Entwicklung und Immobilien.